# Oberfeld (Winterthur)

Karte des Quartiers

Oberfeld ist ein Quartier der Stadt Winterthur. Zusammen mit den Quartieren Weinberg, Lindenplatz, Niederfeld, Neuburg, Hardau, Härti und Taggenberg gehört es zum Kreis 6 (Wülflingen).

## Geografie
Oberfeld liegt im östlichen Teil von Wülflingen und bezeichnet ursprünglich als Landwirtschaftsgebiet genutztes Land in der Eulachebene zwischen Winterthur und Veltheim. Das Quartiergebiet selbst umfasst jedoch auch Teile des Brühlbergs inklusive der Häuser am östlichen Brühlberghang und den Wülflinger Teil des Schlosstals.
Die Quartiergrenze bildet im Norden die Wülflingerstrasse, auf dessen Nordseite das Quartier Weinberg liegt. Westlich gegen das das Ortszentrum umfassende Quartier Lindenplatz verläuft die Grenze zwischen verschiedenen Strassen hindurch bis zur Töss im Schlosstal, die die Grenze zum Quartiergebiet von Neuburg im Südwesten bildet. Im Süden grenzt das Quartier entlang des Brüelberghangs an das Tössemer Quartier Schlosstal. Danach verläuft die Grenze Richtung Nordosten leicht bogenförmig ein paar Meter unter dem höchsten Punkt herum im Brüelbergwald; hier hat Oberfeld eine gemeinsame Grenzlinie mit dem Quartier Brühlberg, das zum Kreis Stadt gehört. Zurück im Eulachtal teilt sich das Quartier auch noch einen etwa 100 Meter langen Grenzabschnitt mit dem Quartier Neuwiesen, jedoch bildet hier die Flüelistrasse bis zur Wülflingerstrasse die Hauptgrenze zum Veltemer Quartier Blumenau.

## Bildung
Entlang der Eulach stehen Kindergarten und Primarschule Erlen,  ein  weiterer Kindergarten steht im Schlosstal. Die Schüler vom südlichen Teil des Quartiers besuchen teilweise die Primarschule im Schulhaus Ausserdorf an der Lettenstrasse unmittelbar hinter der Quartiergrenze.
Die Wülflinger Sekundarschule Hohfurri steht ebenfalls im Oberfeld und ist von überall im Quartier gut erreichbar.
Die Schweizerische Technische Fachschule im Schlosstal am südlichen Ende des Quartiergebiets gibt es seit 1962.

## Geschichte
Das Oberfeld war, abgesehen von wenigen zerstreuten Häusern, bis Mitte der 1920er Jahre kaum bebaut. Erst dann wurde an der Oberfeldstrasse und am Tannenweg eine erste Siedlung erbaut. Mit dem Bau der ersten Häuser wurde am 30. Januar 1925 auch der Quartierverein Oberfeld gegründet, der sich am 6. März 2015 aufgelöst hat. Einen Schub in der Entwicklung des Quartiers brachte der 1953 vom Volk angenommene Bau des Sekunderschulhauses Hohfurri, das zwei Jahre später eröffnet wurde. An der Burg- und Eckwiesenstrasse entstanden in der Folge bis 1958 gut zwei Dutzend drei- bis vierstöckige Wohnblöcke. Der Bauboom hielt auch danach weiterhin an, und bis 1970 waren die gesamte Burgstrasse und ein grosser Teil der Lettenstrasse überbaut, auch über den Brühlberghang hinaus und in Richtung Schlosstal entstanden die ersten Häuser. Der Brüelberghang war bis 1980 entlang der Hohfurristrasse, Bergblumenstrasse und Im Morgentau vollständig überbaut. Ab den 1980er Jahren bis heute wurde dann auch der Brühlberghang immer mehr überbaut.
Erwähnenswert ist weiter der Teil des Quartiers nördlich der Eulach. Während entlang der Wülflingerstrasse als Hauptverkehrsader bereits in den 1920er Jahren zur gleichen Zeit wie im restlichen Oberfeldquartier gebaut wurde, gab es auch dort noch lange unbebaute Wiesen und Felder. Dies änderte sich Ende der 1950er und in den 1960er Jahren: 1959 wurde die katholische Kirche St. Laurentius an der Ecke Wülflingerstrasse/Oberfeldweg eingeweiht, und die mit Wasser befüllte Grube wurde aufgehoben und darüber der 1973 eröffnete Sportplatz Flüeli angelegt, sodass Wülflingen spätestens dann mit der restlichen Stadt baulich verbunden war. Auf dem Sportplatz Flüeli spielt heute der SC Veltheim.

## Verkehrsanbindung
Im Norden wird das Quartier entlang der Wülflingerstrasse mit der Trolleybuslinie 2 (Wülflingen–HB–Seen) von Stadtbus Winterthur erschlossen. Der Südteil wird durch die Buslinie 7 (HB–Bahnhof Wülflingen) erschlossen, die von der Schlosstalstrasse her kommt, die das Quartier mit Töss verbindet.
An Wochenenden bedienen im Halbstundentakt die deckungsgleich zu den Tageslinien verkehrenden Nachtbuslinien N2 (Wülflingen–HB–Seen) respektive N7 (HB–Bahnhof Wülflingen) das Quartiergebiet.
Für Velofahrer ist zudem die Wartstrasse eine wichtige Veloroute in Richtung Stadtzentrum, die gemäss Plänen der Stadt bis 2030 zur Veloschnellroute ausgebaut werden soll.

## Kultur und Freizeit
Als Naherholungsgebiete bietet sich der Brühlbergwald an, um den herum der Brühlberg erbaut wurde. Ebenfalls bieten sich die Eulach im Norden sowie die Töss im Schlosstal zum Spazieren entlang der Flussufer an. Der 1934 über den Fluss gebaute Tösssteg von den Architekten Robert Maillart und Walter Pfeiffer steht unter Denkmalschutz. 
Neben dem Fussballplatz Flüeli im Nordosten des Quartiers gibt es daneben auch noch das Biocciodromo, das sich zum Bocciaspielen anbietet.